# Pseudagrion acaciae
Pseudagrion acaciae là một loài chuồn chuồn kim thuộc họ Coenagrionidae. Loài này có ở Angola, Botswana, Cộng hòa Dân chủ Congo, Malawi, Mozambique, Namibia, Nam Phi, Tanzania, Zambia, Zimbabwe, có thể cả Ai Cập, có thể cả Mauritanie, và có thể cả Uganda. Môi trường sống tự nhiên của chúng là rừng ẩm vùng đất thấp nhiệt đới hoặc cận nhiệt đới, xavan khô, xavan ẩm, vùng cây bụi khô khu vực nhiệt đới hoặc cận nhiệt đới, vùng cây bụi ẩm khu vực nhiệt đới hoặc cận nhiệt đới, sông ngòi, đầm nước ngọt, và đầm nước ngọt có nước theo mùa.

## Hình ảnh

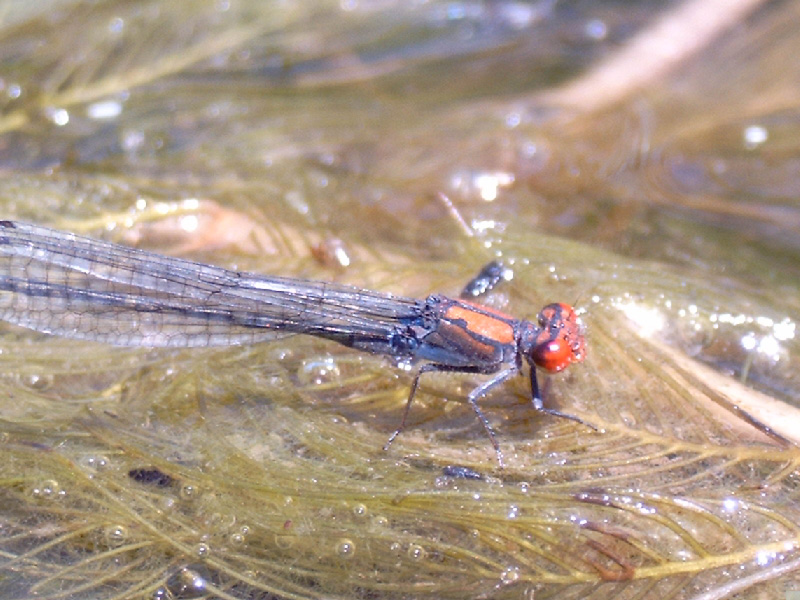